# جین کاگنی

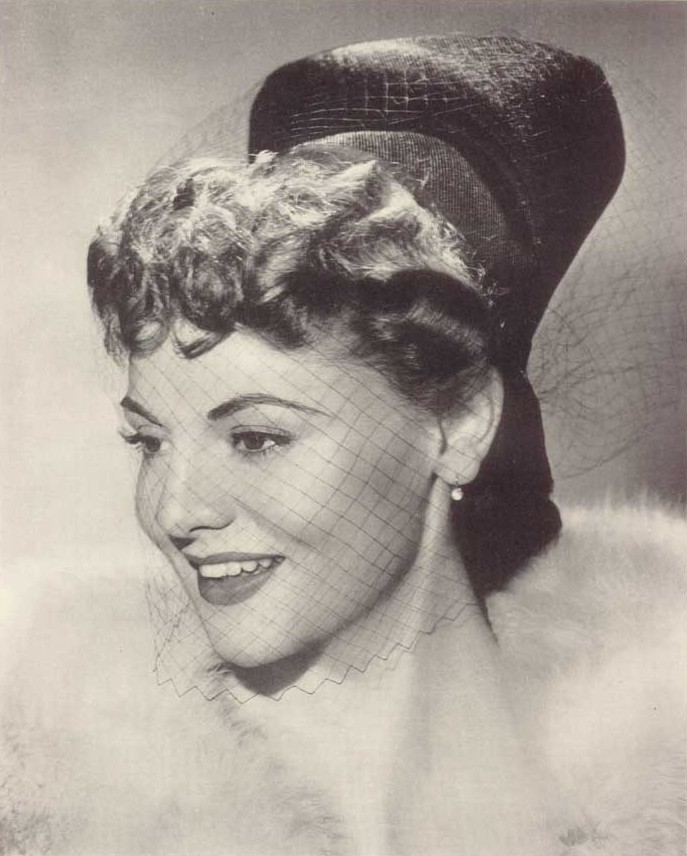

جین کاگنی (انگلیسی: Jeanne Cagney؛ ۲۵ مارس ۱۹۱۹ – ۷ دسامبر ۱۹۸۴) یک هنرپیشه اهل ایالات متحده آمریکا بود. وی بین سال‌های ۱۹۳۹ تا ۱۹۶۵ میلادی فعالیت می‌کرد.

## بخشی از فیلمشناسی
از فیلم‌ها یا برنامه‌های تلویزیونی که وی در آن نقش داشته‌است می‌توان به آثار زیر اشاره کرد.
- احمق آمریکایی خوش‌تیپ (۱۹۴۲)
- زحمت در زدن به خودت نده (۱۹۵۲)
- مرد هزار چهره (فیلم ۱۹۵۷) (۱۹۵۷)